# 天變邸抄
《天變邸抄》，是明熹宗天啟六年五月間在北京由民間報房編輯發行的一份邸報，全文3000余字，是一篇单独的重大灾害事件新闻报道。所谓「天变」是指在天启六年五月初六（公元1626年5月30日）北京内城西南角发生的火药库爆炸事件，后世称为王恭厂大爆炸。《天變邸抄》是對王恭廠大爆炸最早的專門記錄:18，也被视为是中国古代「灵异新闻发展的最高峰」。

## 收录情况
《天变邸抄》的原件已不复存在，但全文以附录方式辑入当时或稍后的文集或丛刻中，《天变邸抄》也是收录这篇报道的文人辑录时定下的名字。收录《天变邸抄》的文集和丛刻包括，明人金日升《颂天胪笔》、黄煜《碧血录》、清人张海鹏《学津讨原》和计六奇《明季北略》。

## 外部連結
- 天變邸抄- 中國哲學書電子化計劃
- 卷二·丙寅五月初六纪异（北京天变邸抄）
- 《天变邸抄》（译文）